# 薩拉塔 (車尼夫契州)
47°44′57″N 24°59′32″E / 47.74917°N 24.99222°E

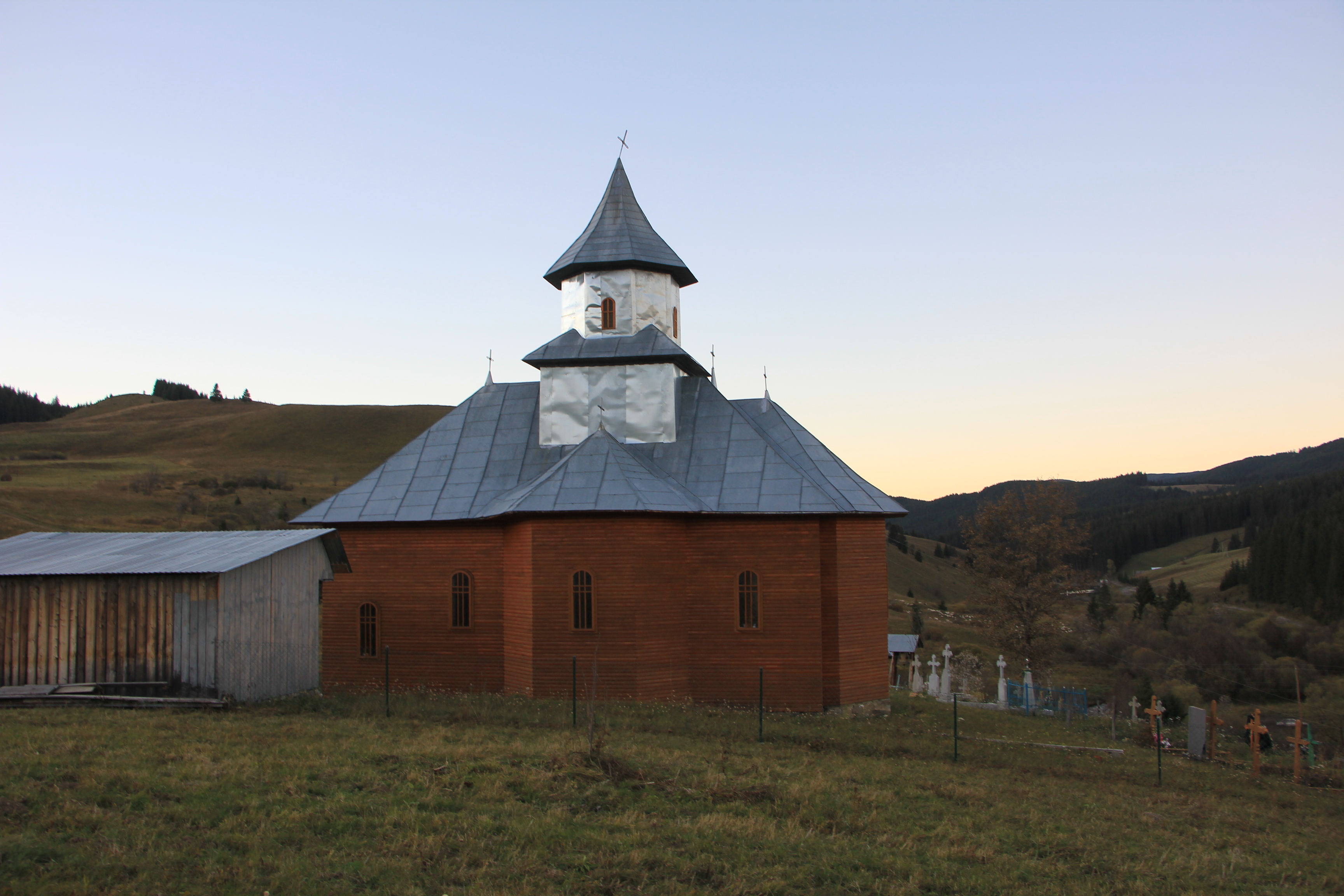
教堂

薩拉塔（烏克蘭語：Сарата）是位於烏克蘭西南部的村莊，由切爾諾夫策州維日尼察區的塞利亞廷市鎮負責管轄。該村處於薩拉塔河畔，海拔高度1,182米，2001年該村落人口93。